# Dudar
Dudar là một thị trấn thuộc hạt Veszprém, Hungary. Thị trấn này có diện tích 24,58 km², dân số năm 2010 là 1626 người, mật độ 66 người/km².